# Liste der Einträge im National Register of Historic Places im Des Moines County

Lage des Des Moines County in Iowa

Die Liste der Einträge im National Register of Historic Places im Des Moines County in Iowa führt die Bauwerke und historischen Stätten im Des Moines County auf, die in das National Register of Historic Places aufgenommen wurden.

## Legende
| NRHP | Historic Place    |
| HD   | Historic District |

| [ 2 ] | Name                                                     | Bild                                                     | Eintragsdatum        | Lage | Ort                 | Beschreibung |
| ----- | -------------------------------------------------------- | -------------------------------------------------------- | -------------------- | --- | ------------------- | --- |
| 1     | Baptist Church                                           | Baptist Church                                           | 1977 ID-Nr. 77000509 | 190th Street, westlich des US 61 40° 57′ 30″ N, 91° 11′ 56″ W                                                            | westlich von Sperry | 1847 errichtete Kirche |
| 2     | Bridgeport Bridge                                        | Bridgeport Bridge                                        | 1998 ID-Nr. 98000533 | Brücke der Old Quarry Road über den Skunk River 40° 47′ 25,3″ N, 91° 21′ 51″ W                                           | Danville Township   | Die 1904 errichtete Fachwerkbrücke ist seit 1984 für den Verkehr gesperrt. Die Brücke führt über den das County nach Süden begrenzenden Skunk River und ist ebenfalls in der NRHP-Liste für das Lee County enthalten. |
| 3     | Burlington and Missouri River Railroad Passenger Station | Burlington and Missouri River Railroad Passenger Station | 1976 ID-Nr. 76000761 | 237 South 4th Street 40° 48′ 22,2″ N, 91° 6′ 18,5″ W                                                                     | Burlington          | 1856 im Italianate-Stil errichtetes Bahnhofsgebäude |
| 4     | Burlington Public Library                                | Burlington Public Library                                | 1975 ID-Nr. 75000682 | 501 North 4th Street 40° 48′ 43,7″ N, 91° 6′ 12,6″ W                                                                     | Burlington          | 1896–1898 im Italianate-Stil errichtete öffentliche Bibliothek |
| 5     | Burlington, Cedar Rapids & Northern Freight House        | Burlington, Cedar Rapids & Northern Freight House        | 1983 ID-Nr. 83000351 | Front Street Ecke High Street 40° 48′ 50″ N, 91° 5′ 56″ W                                                                | Burlington          | 1898 errichtetes Bahnfrachtdepot |
| 6     | The Capitol Theater                                      | The Capitol Theater                                      | 1996 ID-Nr. 96001373 | 211 North 3rd Street 40° 48′ 34,5″ N, 91° 6′ 11,2″ W                                                                     | Burlington          | 1937 im Stil des Art déco errichtetes Theater |
| 7     | Cascade Bridge                                           | Cascade Bridge                                           | 1998 ID-Nr. 98000793 | Brücke der South Main Street über die Cascade Ravine (Schlucht) 40° 46′ 52″ N, 91° 5′ 54″ W                              | Burlington          | 1896 errichtete Fachwerkbrücke; seit 2008 für den Verkehr geschlossen |
| 8     | Burlington Amtrak station                                | Burlington Amtrak station                                | 2002 ID-Nr. 01001540 | 300 South Main Street 40° 48′ 20,5″ N, 91° 6′ 6,5″ W                                                                     | Burlington          | 1944 errichtete Bahnstation der damaligen Chicago, Burlington and Quincy Railroad; heute von Amtrak betrieben |
| 9     | Church of St. John the Baptist                           | Church of St. John the Baptist                           | 1982 ID-Nr. 82002615 | 712 Division Street 40° 48′ 28″ N, 91° 6′ 31″ W                                                                          | Burlington          | 1883–1885 im neugotischen Stil errichtete katholische Kirche |
| 10    | Crapo Park and Arboretum Historic District               | Crapo Park and Arboretum Historic District               | 1976 ID-Nr. 76000762 | Abgegrenzt durch Parkway Drive, Koestner Road, Madison Road und das Flussufer des Mississippi 40° 46′ 33″ N, 91° 6′ 7″ W | Burlington          | Mehrere Gebäude innerhalb des Botanischen Gartens von Burlington |
| 11    | Mary Darwin House                                        | Mary Darwin House                                        | 1980 ID-Nr. 80001445 | 537 Summer Street 40° 48′ 6,1″ N, 91° 6′ 51,3″ W                                                                         | Burlington          | 1866 im Italianate-Stil errichtetes Wohnhaus |
| 12    | Des Moines County Court House                            | Des Moines County Court House                            | 2003 ID-Nr. 03000817 | 513 North Main Street 40° 48′ 43,3″ N, 91° 6′ 3,8″ W                                                                     | Burlington          | 1940 im Stil der Moderne errichtetes Justiz- und Verwaltungsgebäude des Des Moines County |
| 13    | Augustus Caesar Dodge House                              | Augustus Caesar Dodge House                              | 1980 ID-Nr. 80001446 | 829 North 5th Street 40° 48′ 56,9″ N, 91° 6′ 12,3″ W                                                                     | Burlington          | 1865 im Italianate-Stil errichtetes Wohnhaus |
| 14    | First Congregational Church                              | First Congregational Church                              | 1976 ID-Nr. 76000763 | 313 North 4th Street 40° 48′ 38,3″ N, 91° 6′ 14,4″ W                                                                     | Burlington          | 1867–1870 errichtete kongregationalistische Kirche |
| 15    | James M. Forney House                                    | James M. Forney House                                    | 1986 ID-Nr. 86002689 | 401 Cedar Street 40° 48′ 2,4″ N, 91° 6′ 13,5″ W                                                                          | Burlington          | 1864 im Italianate-Stil errichtetes Wohnhaus |
| 16    | German Methodist Episcopal Church                        | German Methodist Episcopal Church                        | 1977 ID-Nr. 77000508 | 7th Street Ecke Washington Street 40° 48′ 42″ N, 91° 6′ 24″ W                                                            | Burlington          | 1868–1869 errichtete Methodistenkirche deutscher Einwanderer |
| 17    | Hawkeye Creek Bridge                                     | Hawkeye Creek Bridge                                     | 1998 ID-Nr. 98000790 | Brücke der Hawkeye Road über den Hawkeye Creek 41° 2′ 33″ N, 91° 3′ 26″ W                                                | Mediapolis          | 1910 errichtete Fachwerkbrücke |
| 18    | Hedge Block                                              | Hedge Block                                              | 1982 ID-Nr. 82000405 | 401-407 Jefferson Street 40° 48′ 35,9″ N, 91° 6′ 15″ W                                                                   | Burlington          | 1880 im neugotischen Stil errichtetes Geschäftshaus |
| 19    | Heritage Hill Historic District                          | Heritage Hill Historic District                          | 1982 ID-Nr. 82000406 | Abgegrenzt durch Central Avenue, High Street, 3rd Street und Jefferson Street 40° 48′ 46″ N, 91° 6′ 22″ W                | Burlington          | Aus 156 Gebäuden bestehendes historisches Wohnviertel |
| 20    | Hotel Burlington                                         | Hotel Burlington                                         | 1987 ID-Nr. 87002214 | 206 North 3rd Street 40° 48′ 33,4″ N, 91° 6′ 8,9″ W                                                                      | Burlington          | 1910–1911 errichtetes Hotel |
| 21    | Jagger-Churchill House                                   | Jagger-Churchill House                                   | 1982 ID-Nr. 82002616 | 201 Spring Street 40° 48′ 55,3″ N, 91° 5′ 59,9″ W                                                                        | Burlington          | 1853 im viktorianischen Stil errichtetes Wohnhaus |
| 22    | Lagomarcino-Grupe Company                                | Lagomarcino-Grupe Company                                | 2013 ID-Nr. 13000796 | 101-111 Valley Street 40° 48′ 30,5″ N, 91° 6′ 3,9″ W                                                                     | Burlington          | |
| 23    | Lock and Dam No. 18 Historic District                    | Lock and Dam No. 18 Historic District                    | 2004 ID-Nr. 04000178 | Stauwerk über den Mississippi von Iowa nach Gladstone, Illinois 40° 52′ 56″ N, 91° 1′ 26,8″ W                            | Tama Township       | 1934 errichtetes Stauwerk mit Schleuse; ebenso in der NRHP-Liste des Henderson County in Illinois enthalten |
| 24    | Manufacturing and Wholesale Historic District            | Manufacturing and Wholesale Historic District            | 2012 ID-Nr. 12000326 | Zwischen 209 North 3rd und 231 South 3rd Street sowie 219 und 425 Valley Street 40° 48′ 29″ N, 91° 6′ 11,9″ W            | Burlington          | |
| 25    | Dennis Melcher Pottery and House                         | Dennis Melcher Pottery and House                         | 2003 ID-Nr. 03000832 | 22981 and 22982 Agency Road 40° 48′ 58″ N, 91° 22′ 17,9″ W                                                               | Danville Township   | 1850 im Italianate-Stil errichtetes Wohnhaus und Töpferei |
| 26    | Schramm Building                                         | Schramm Building                                         | 1999 ID-Nr. 99000310 | 212 Jefferson Street 40° 48′ 36″ N, 91° 6′ 7,5″ W                                                                        | Burlington          | 1878 im neugotischen Stil errichtetes Geschäftshaus |
| 27    | Snake Alley                                              | Snake Alley                                              | 1974 ID-Nr. 74000783 | North 6th Street zwischen Washington Street und Columbia Street 40° 48′ 43,1″ N, 91° 6′ 20,5″ W                          | Burlington          | 1894 errichtete Straße |
| 28    | Snake Alley Historic District                            | Snake Alley Historic District                            | 1975 ID-Nr. 75000683 | Abgegrenzt durch Columbia Street, Washington Street, Cobblestone Alley und Service Drive 40° 48′ 43,1″ N, 91° 6′ 20,5″ W | Burlington          | Mehrere im viktorianischen Stil errichtete Gebäude |
| 29    | Starker-Leopold Historic District                        | Starker-Leopold Historic District                        | 1983 ID-Nr. 83000352 | 101 und 111 Clay Street sowie 110 Grand Street 40° 47′ 43″ N, 91° 5′ 47″ W                                               | Burlington          | Fünf Gebäude verschiedener Baustile im Stadtzentrum |
| 30    | West Jefferson Street Historic District                  | West Jefferson Street Historic District                  | 1991 ID-Nr. 91000409 | Blöcke 400 bis 800 der West Jefferson Street 40° 48′ 38,2″ N, 91° 6′ 22,2″ W                                             | Burlington          | 49 Gebäude verschiedener Baustile im Stadtzentrum |
| 31    | Abiathar and Nancy White House                           | Abiathar and Nancy White House                           | 2014 ID-Nr. 13001076 | 713 North Main Street 40° 48′ 50″ N, 91° 6′ 1″ W                                                                         | Burlington          | |

## Frühere Einträge
| [ 2 ] | Name                       | Bild                | Eintragsdatum        | Lage                                                                               | Ort        | Beschreibung                                                                         |
| ----- | -------------------------- | ------------------- | -------------------- | ---------------------------------------------------------------------------------- | ---------- | ------------------------------------------------------------------------------------ |
| 1     | Flint River Bridge         |                     | 1998 ID-Nr. 98000792 | Brücke der 155th Street über den Flint River 40° 54′ 19″ N, 91° 13′ 22″ W          | Burlington | 1883 errichtete Fachwerkbrücke; 2009 abgerissen und 2014 aus dem Register gestrichen |
| 2     | Charles Mason House        | Charles Mason House | 1980 ID-Nr. 80001447 | 931 North 6th Street 40° 50′ 35,3″ N, 91° 7′ 40,9″ W                               | Burlington | 1987 aus dem Register gestrichen                                                     |
| 3     | Union Hotel                |                     | 1993 ID-Nr. 93000328 | 301-311 South Main Street 40° 48′ 20,9″ N, 91° 6′ 9″ W                             | Burlington | 1867 im Italianate-Stil errichtetes Hotel; 2009 aus dem Register gestrichen          |
| 4     | Yellow Spring Creek Bridge |                     | 1998 ID-Nr. 98000791 | Brücke der Sperry Road über den Yellow Spring Creek 40° 57′ 51,6″ N, 91° 7′ 3,4″ W | Mediapolis | 1916 errichtete Brücke; 2003 zerstört und aus dem Register gestrichen                |